# Fusioni e acquisizioni di Adobe

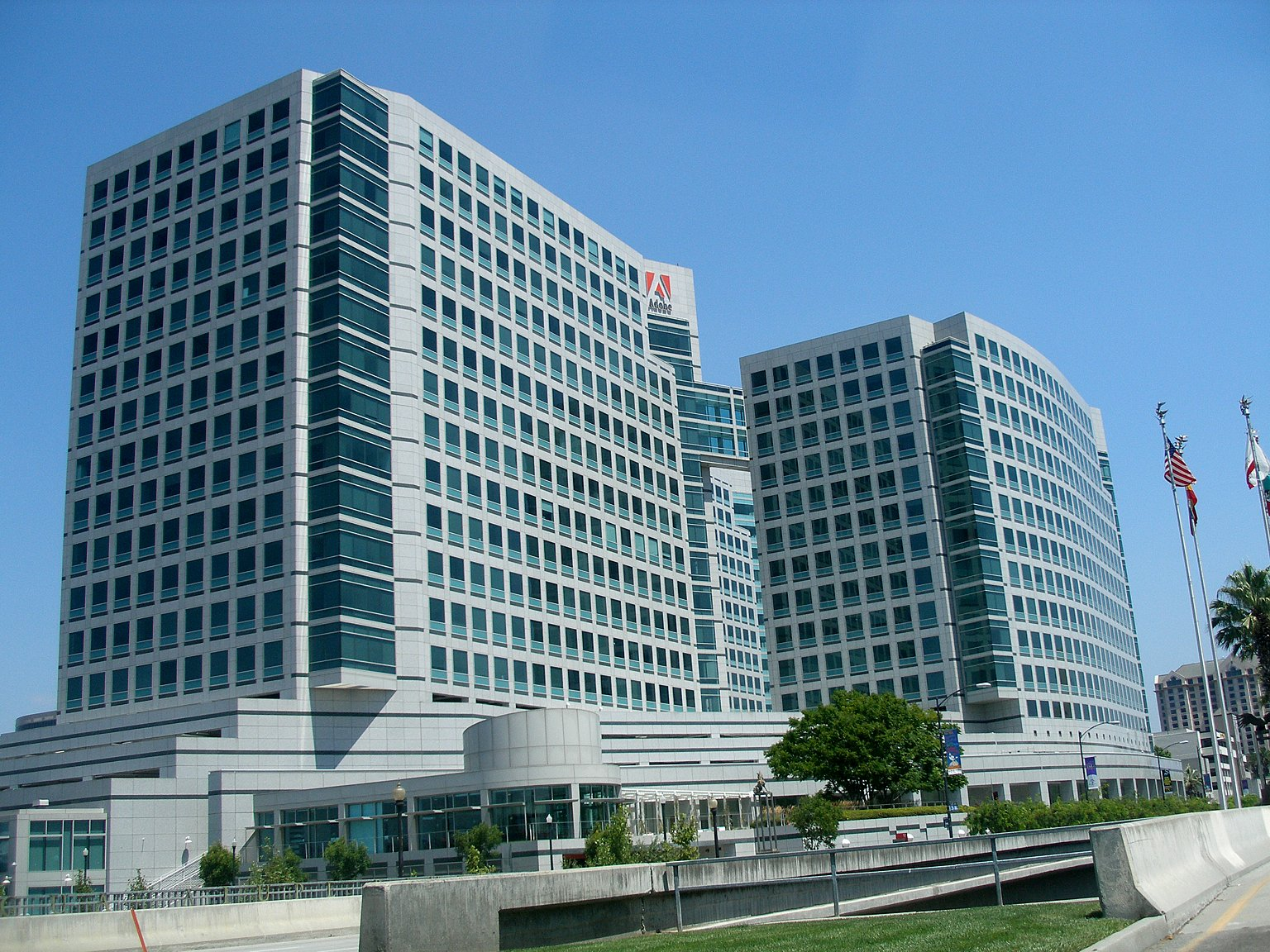
Sede Adobe Systems a San Jose, California

Negli anni novanta, Adobe ha acquistato una partecipazione di minoranza in quattro società, ed una nel primo decennio del 2000. Adobe ha anche ceduto sei società tutte negli anni novanta. La più grande acquisizione di Adobe è stata quella di Macromedia nel dicembre 2005 per 3,57 miliardi di dollari.

## Acquisizioni
| Data              | Compagnia                     | Settore                                | Stato       | Valore (USD)   | Note   |
| ----------------- | ----------------------------- | -------------------------------------- | ----------- | -------------- | ------ |
| 19 marzo 1990     | Emerald City Software         | Software                               | Stati Uniti | —              | [ 2 ]  |
| 20 giugno 1990    | BluePoint Technologies        | Chip per computer                      | Stati Uniti | —              | [ 3 ]  |
| 1º giugno 1992    | LaserTools-Language Tech      | Software                               | Stati Uniti | —              | [ 5 ]  |
| 29 giugno 1992    | OCR Systems                   | Software                               | Stati Uniti | —              | [ 6 ]  |
| 1º luglio 1992    | OCR Systems                   | Software                               | Stati Uniti | —              | [ 8 ]  |
| 31 agosto 1994    | Aldus Corporation             | Desktop publishing                     | Stati Uniti | $437 676 000   | [ 9 ]  |
| 9 settembre 1994  | LaserTools                    | Software                               | Stati Uniti | —              | [ 10 ] |
| 30 ottobre 1995   | Frame Technology              | Desktop publishing                     | Stati Uniti | $566 567 000   | [ 11 ] |
| 20 maggio 1996    | Ares Software                 | Software per la gestione dei caratteri | Stati Uniti | —              | [ 12 ] |
| 14 marzo 1997     | Sandcastle                    | Software internet                      | Stati Uniti | $3 500 000     | [ 13 ] |
| 5 settembre 1997  | HyWay Ferranti                | Software                               | Stati Uniti | —              | [ 14 ] |
| 16 settembre 1997 | DigiDox                       | Catalogo elettronico                   | Stati Uniti | —              | [ 15 ] |
| 4 gennaio 1999    | GoLive Systems                | Internet service provider              | Stati Uniti | —              | [ 16 ] |
| 5 dicembre 2001   | Fotiva                        | Software fotografia digitale           | Stati Uniti | —              | [ 17 ] |
| 15 aprile 2002    | Accelio                       | Software                               | Canada      | $72 000 000    | [ 19 ] |
| 1º maggio 2003    | Syntrillium Software          | Software                               | Stati Uniti | —              | [ 20 ] |
| 10 novembre 2003  | Yellow Dragon Software-Tech   | Asset tecnologici                      | Stati Uniti | —              | [ 22 ] |
| 7 dicembre 2004   | OKYZ                          | Software 3D                            | Francia     | —              | [ 23 ] |
| 3 dicembre 2005   | Macromedia                    | Software internet                      | Stati Uniti | $3 573 000 000 | [ 1 ]  |
| 16 dicembre 2005  | Navisware                     | Software                               | Stati Uniti | —              | [ 24 ] |
| 21 aprile 2006    | Trade and Technologies France | Software                               | Francia     | —              | [ 25 ] |
| 26 giugno 2006    | Pixmantec                     | Software                               | Danimarca   | —              | [ 26 ] |
| 5 settembre 2006  | InterAKT                      | Software                               | Romania     | —              | [ 27 ] |
| 19 ottobre 2006   | Serious Magic                 | Software video                         | Stati Uniti | —              | [ 28 ] |
| 31 maggio 2007    | Scene7                        | Software multimediale                  | Stati Uniti | —              | [ 29 ] |
| 15 settembre 2008 | YaWah                         | Software                               | Danimarca   | —              | [ 30 ] |
| 31 agosto 2009    | Business Catalyst             | Commercio elettronico                  | Australia   | —              | [ 31 ] |
| 15 settembre 2009 | Omniture                      | Analisi del web                        | Stati Uniti | $1 800 000 000 | [ 32 ] |

## Partecipazioni
| Data              | Compagnia      | Settore                                | Stato       | Costo operazione (USD) | Note   |
| ----------------- | -------------- | -------------------------------------- | ----------- | ---------------------- | ------ |
| 21 settembre 1992 | Verity         | Consulenza direzionale                 | Stati Uniti | —                      | [ 33 ] |
| 1º marzo 1994     | Crosswise      | Software                               | Stati Uniti | —                      | [ 34 ] |
| 19 aprile 1995    | Siebel Systems | Gestione delle relazioni con i clienti | Stati Uniti | —                      | [ 35 ] |
| 8 agosto 1995     | Fractal Design | Software grafico                       | Stati Uniti | $2 000 000             | [ 36 ] |
| 23 marzo 2007     | Skysoft        | Musica digitale                        | Taiwan      | $1 000 000             | [ 37 ] |

## Cessioni
| Data             | Acquirente                  | Compagnia           | Settore                   | Stato dell'acquirente | Valore (USD) | Note   |
| ---------------- | --------------------------- | ------------------- | ------------------------- | --------------------- | ------------ | ------ |
| 1º novembre 1991 | Paracomp                    | MacroMind           | Software                  | Stati Uniti           | —            | [ 38 ] |
| 28 marzo 1996    | —                           | Luminous            | Software grafico          | Stati Uniti           | —            | [ 40 ] |
| 5 febbraio 1997  | INSO                        | MasterSoft          | Desktop publishing        | Stati Uniti           | $3 000 000   | [ 41 ] |
| 24 marzo 1999    | Creative Internet Solutions | ChangeMedia         | Internet service provider | Stati Uniti           | —            | [ 42 ] |
| 20 maggio 1999   | Calian Technologies Ltd.    | Why Interactive     | Compagnia multimediale    | Canada                | $4 360 000   | [ 43 ] |
| 30 agosto 1999   | Lotus Software              | Macromedia Pathware | Software internet         | Stati Uniti           | —            | [ 44 ] |